# Kanadas historia
Kanadas historia

## Förhistoria
Kanadas förhistoria började då människor via landbryggan i Berings sund tog sig över till den amerikanska kontinenten. Det finns olika hypoteser och teorier om när och hur de första människorna kom till Kanada (liksom det övriga Amerika). Enligt en ny hypotes vid sidan av den nämnda Berings sundhypotesen, ska europeiska paleolitiska människor tillhörande Solutréenkulturen på något sätt tagit sig över Atlanten och kommit till Amerika, men denna teori är långt från säker.

## Kolonisering
De första européerna som nådde Kanada var vikingar ledda av Leif Eriksson som år 1000 nådde dagens Newfoundland och Labrador, där de grundade bosättningen L'Anse aux Meadows. Detta är den första kända kontakten mellan européer och nordamerikas ursprungsbefolkning samt den enda kända vikingabosättningen i Amerika. Bosättningen blev dock inte långvarig då de till slut blev bortmotade av de inhemska indianstammarna.
Den "moderna" koloniseringen av Kanada började med att England och Frankrike på 1500-talet eftersträvade en snabbare resväg till Indien och Kina. 1496 fick italienaren John Cabot tillstånd av den engelska kungen att segla under brittisk flagg. Han gav sig av den 2 maj 1497, i hopp om att finna nordvästpassagen, som skulle korta restiden till Ostindien dramatiskt. Han och hans son Sebastiano Caboto blev de första européerna i Kanada efter vikingarna. De nådde antingen Newfoundland eller Nova Scotia.

### Fransk och brittisk kolonisering
Under 1534 ledde fransmannen Jacques Cartier flera expeditioner till Kanada och utforskade Saint Lawrence-floden och Stora sjöarna. Han tog samtidigt Kanada för Frankrikes räkning. 1535 blev han också den första europén att segla uppför Saint Lawrence-floden.
Det nya landet fick namnet Nya Frankrike. Den egentliga koloniseringen av landet började år 1603–1605 då Port Rayal grundades i dagens Nova Scotia av Samuel de Champlain, som hade följt samma väg som Cartier tagit till Saint Lawerence-floden. 1608 grundades också staden Québec av Champlain. Den franska kolonisationen var inte alltför framgångsrik, men franska upptäcktsresande hade ändå i slutet av 1600-talet nått längre västerut än de Stora sjöarna till de västra prärierna och söder längs Mississippifloden till Mexikanska golfen.

Karta över Nordamerika 1702 som visar fort, städer och områden ockuperade av européer. England (rosa), Frankrike (blå), Spanien (orange)

Under tiden hade Hudson Bay upptäckts 1610 av engelsmannen Henry Hudson. Efter detta gjorde man anspråk på Newfoundland norr om Nya Frankrike. 1670 grundades Hudson Bay-kompaniet med syften att driva handel samt att utöva den lagstiftande, dömande samt verkställande makten i området. Det värdefulla fisket samt pälshandeln ledde till att en konflikt utvecklades mellan England och Frankrike om kontrollen över kolonin. Genom nederlaget i spanska tronföljdskriget måste Frankrike 1713 överlämna Newfoundland, Nova Scotia samt områdena kring Hudson Bay till England. Under sjuårskriget, som bröt ut 1756 försökte britterna att ockupera Ohioterritoriet, vilket ledde till att ett kolonialkrig bröt ut mellan britterna och fransmännen och löpte parallellt med sjuårskriget. Genom slaget på Abrahams slätter erövrade britterna Québec under ledning av general James Wolfe, som omkom under slaget. Efter Parisfreden 1763 tvingades Frankrike helt och hållet överlämna sina kolonier i Kanada till England.

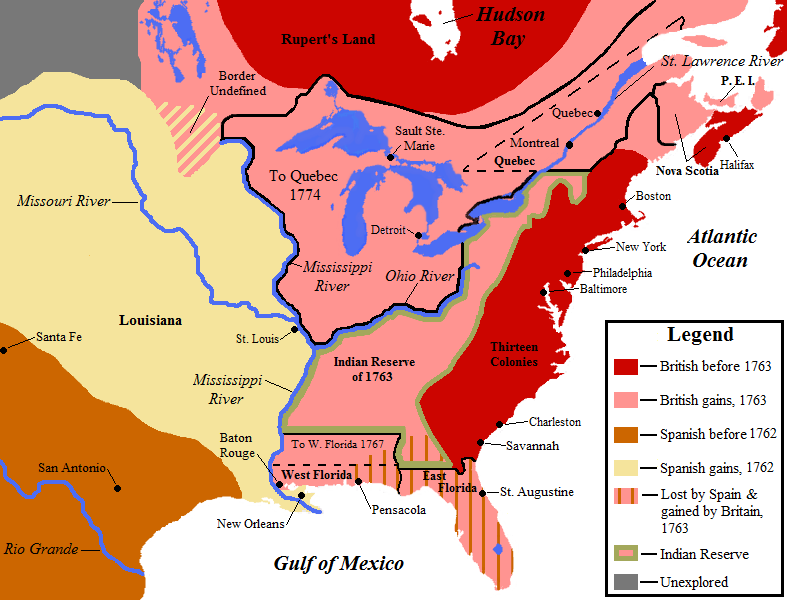
Karta som visar brittiska landvinningar efter sjuårskriget. Brittiska landvinningar efter Parisfreden i rosa. Spanska landvinningar efter Fontainebleaufreden 1762 i gult

### Brittisk koloni
England fick dock snart problem med att administrera de 70 000 fransktalande nybyggare som befolkade området. Genom Québec Act år 1774 fastställdes det att nybyggarna fick behålla sitt franska språk, den feodala civilrätten, den katolska religionen och den sekulariserade utbildningen. Detta gjorde att de engelska nybyggarna revolterade, utom i Quebec och Nova Scotia. Under de följande årtiondena emigrerade tusentals brittiska kolonisatörer till Kanada från de brittiska öarna och de amerikanska kolonierna.[källa behövs]
Under den amerikanska revolutionen vägrade de kanadensiska kolonierna att gå med i de revolterande amerikanska tretton kolonierna. Detta ledde till en misslyckad amerikansk invasion mellan 1775 och 1776.  Den första stora immigrationen av britter till Kanada var ett resultat av den amerikanska revolutionen. Lojalister som tagit sida för Storbritannien flydde i tiotusentals till Kanada. Till 1783 hade uppemot 40 000 människor flytt till Kanada, däribland ettusen frigivna slavar. Majoriteten slog sig ner i Nova Scotia, där den brittiska kulturen var starkast. 10 000 flyende slog sig ner i provinsen Quebec. Efter Parisavtalet 1783 erkändes de amerikanska koloniernas självständighet. Detta begränsade det brittiska territoriet i Nordamerika till den kanadensiska kolonin, som blir känd som Brittiska Nordamerika. Detta område delades i enlighet med Quebec Act från 1774 delat i två delar 1791; Övre (ungefär motsvarande dagens Ontario och övervägande brittiskt) och Nedre Kanada (ungefär motsvarande nuvarande Québec och övervägande franskt).
Efter amerikanska revolutionen blev förhållandet mellan USA och de engelska kolonierna spänt. 1812 års krig bröt ut efter USA:s attack mot brittiska trupper i Kanada, med syftet att avsluta brittiskt inflytande i Nordamerika. Invasionen misslyckades och fred skrevs under 1815 genom freden i Gent. Skärmytslingar och territorietvister fortsatte dock fram till 1911.[källa behövs] Under 1800-talets början kom en stark ström av engelska, skotska och irländska invandrare från de brittiska öarna. Kanaler byggdes förbi Niagarafallen och Saint Lawrence-floden. Järnvägar byggdes. På östkusten byggdes klipperskepp som gav Nova Scotia en av världens främsta handelsflottor.[källa behövs]
Efter upproren 1837 skickades Lord Durham till kolonierna för att undersöka problemen. Hans rapport gjorde att Övre och Nedre Kanada förenades genom Act of Union 1841 och fick inre självstyre.

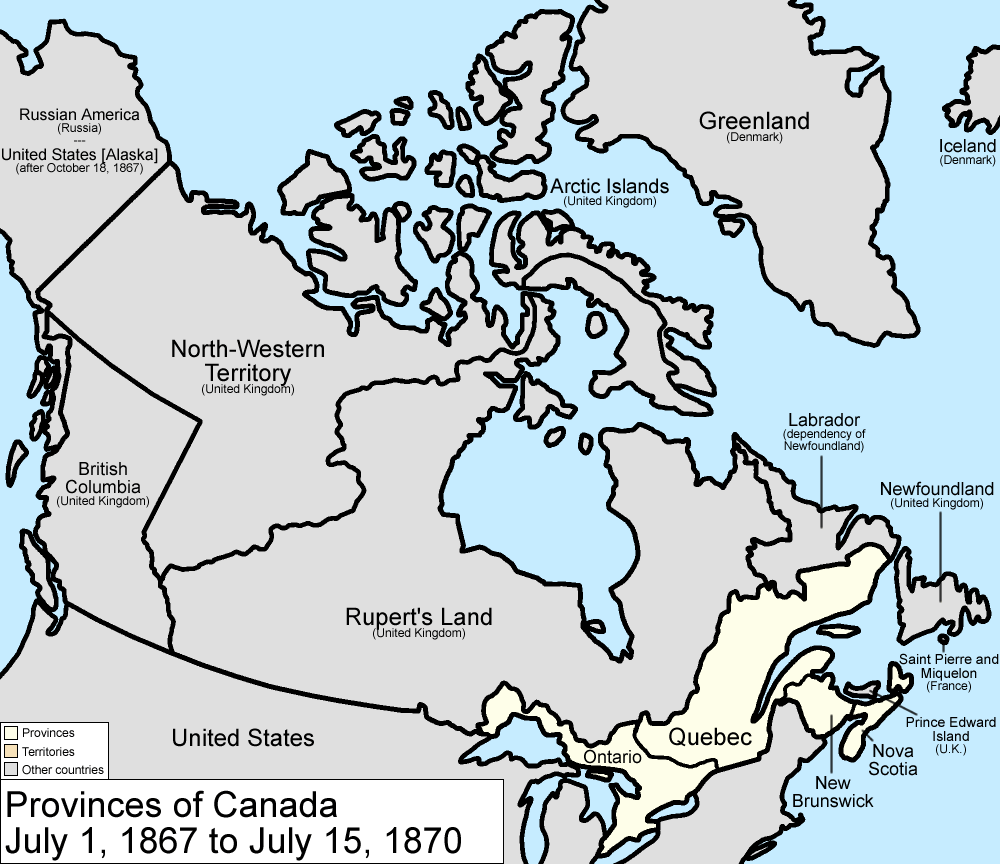
Kanada år 1867 bestod av provinserna Ontario, Quebec, New Brunswick och Nova Scotia

## Självständighet
Under 1860-talet började en rörelse för en större kanadensisk federation växa på grund av behoven av ett gemensamt försvar, önskan om ett nationellt järnvägssystem, samt nöden att finna en lösning till den fransk-brittiska konflikten. När kustprovinserna, som bildat en egen union begärde en konfederation 1864 anlände också delegater från de andra provinserna. Senare samma år hölls också en konferens i staden Quebec. En grupp politiker från provinsen Kanada, New Brunswick och Nova Scotia åkte 1866 till London för ett möte med den brittiska regeringen och att föreslå att kolonierna skulle slås ihop till en självständig konfederation inom imperiet. Så skedde den 1 juli 1867 då Constitution Act antogs och Konfederationen Kanada bildades. Tre stycken provinser bildade den nya federationen: Provinsen Kanada (som senare blev Ontario och Québec), Nova Scotia och New Brunswick. Kanada gjordes till en självstyrande dominion inom det brittiska samväldet med John A. Macdonald som förste premiärminister. Kanada fortsatte dock att vara en brittisk koloni i många år till. Större självständighet från Storbritannien samt tidiga strider mellan provinserna och den federala regeringen är kännetecken för den här perioden.
Strax efter bildandet av konfederationen började landet ägna sig åt en fråga som skapat motsättningar i flera år; expansionen västerut. 1868–1869 förvärvades Hudson Bay-kompaniets områden mot 300 000 pund och en tjugondel av all odlingsbar mark i territorierna. Efter detta uppmuntrade regeringen bosättning i det nya området. Man ignorerade dock anspråket av över 100 000 ursprungsamerikaner som bodde i området. Dessa hindrade den tillsatta kanadensiska guvernören att träda in i provinsen. Premiärminister Macdonald ansåg det omöjligt att slå till militärt utan förhandlade fram ett avtal, där provinsen Manitoba bildades 1870, men där ursprungsamerikanerna fick behålla sina områden. Snart gick också Prince Edward Island med i federationen. 1871 valde British Columbia att ansluta sig med kravet att en järnväg skulle byggas så att provinsen skulle kunna förenas med övriga delar av landet. 1885 blev järnvägen, som kom att heta Canadian Pacific Railway färdigställd. Den öppnade nya möjligheter att forsla nybyggare till den öppna prärien. Där grundades provinserna Saskatchewan och Alberta 1905.

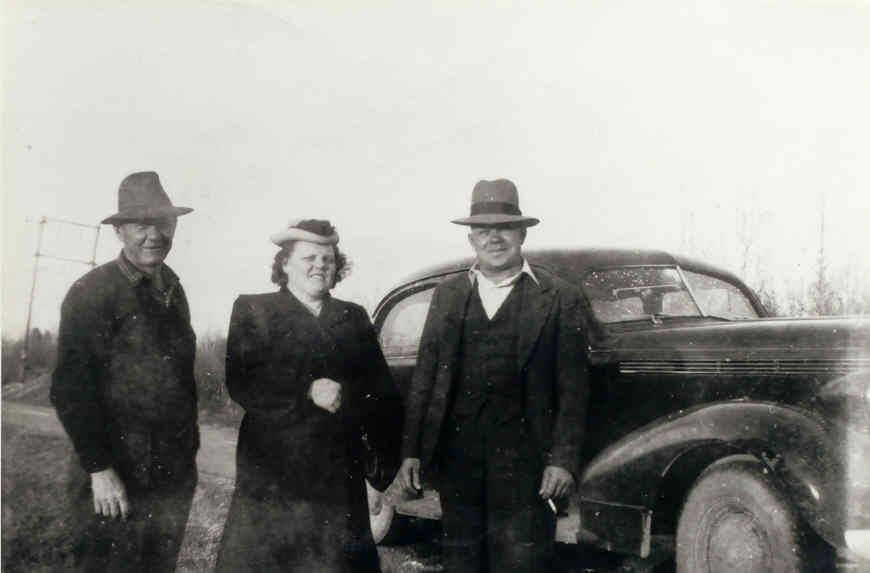
När USA i början av 1920-talet stängde sina gränser för immigranter åkte många nordbor och andra europeiska emigranter istället till Kanada.

Första världskriget blev en avgörande faktor i utvecklandet av Kanadas nationella identitet och självständighet. Storbritannien blev mycket beroende av soldater och råmaterial från dominionerna (däribland Newfoundland, Australien, Nya Zeeland och Sydafrika). Detta uppoffrande gav ytterligare moraliskt kraft till argumenten för självständighet från Storbritannien. På grund av sin insats under första världskriget blev Kanada medlem i Nationernas Förbund och kunde därmed börja hävda sig som en suverän stat. Under 1920-talet öppnades legationer i Tokyo, Paris och Washington, D.C..
Från 1931 var Kanada inte längre automatiskt bundet till Storbritanniens internationella förpliktelser enligt Westminsterstatuten. 1930-talets djupa depression förvärrades av att provinserna tilldelats ansvaret för socialpolitiken men saknade resurser. Centralregeringen hade mer resurser men saknade befogenheter.
Kanada deltog i andra världskriget på de allierades sida. Under efterkrigstiden upplevde landet en väldig expansion. Kanada hade blivit ett av världens rikaste länder, men utvecklingen var ojämn mellan provinserna. Investeringskapitalet kom huvudsakligen från USA, vilket medförde ökande beroende av USA. Frihandelsfrågan har ofta haft en betydande roll i valrörelser. 1880, 1911 och 1941 motsatte sig kanadensarna med uppslitande strider en rad handelsöverenskommelser. Men ändå undertecknade premiärministern Brian Mulroney det största bilaterala frihandelsavtal genom tiderna, för att förhindra en ekonomisk isolering för Kanada.
Premiärminister Justin Trudeaus parti Liberalerna vann parlamentsvalet i september 2021. Liberalerna fick 158 mandat. Det krävdes 170 mandat för att kunna bilda en majoritetsregering. Det ledande oppositionspartiet, Konservativa partiet, fick 119 mandat. Justin Trudeau, son till den långvarige liberale premiärministern Pierre Trudeau, fortsatt som Kanadas premiärminister.